# Винберг, Эрнест Борисович
Эрне́ст Бори́сович Ви́нберг (26 июля 1937, Москва — 12 мая 2020, там же) — советский и российский математик, доктор физико-математических наук (1984), профессор кафедры высшей алгебры МГУ (1990), профессор Независимого московского университета (1991), заслуженный профессор МГУ. Специалист в области высшей алгебры, теории групп Ли, теории инвариантов.

## Биография
Родился в семье инженера завода «Динамо» Бориса Георгиевича Винберга и Веры Евгеньевны Похвальновой, некоторое время после окончания физико-математического факультета 2-го МГУ преподававшей в разных местах, а потом работавшей на заводах инженером-расчётчиком. Племянник гидробиолога Георгия Винберга.
Окончив школу с золотой медалью, поступил на механико-математический факультет МГУ без экзаменов, успешно пройдя собеседование. Однако с зачислением у него возникли проблемы из-за очень высокой близорукости; приняли на факультет Винберга только после личного вмешательства декана Ю. Н. Работнова.
Окончил университет в 1959 году и аспирантуру по кафедре высшей алгебры (1962). Кандидат физико-математических наук (1962), доктор физико-математических наук (1984). С 1961 года работал на кафедре высшей алгебры; с 1966 года — доцент, с 1991 года — профессор.
Главный редактор журналов «Transformation Groups» (с 1996 года), «Математическое просвещение» (с 2006 года); член редколлегий журналов «Функциональный анализ и его приложения», «Труды Московского математического общества» (с 1999 года), «Journal of Lie Theory» (с 1994 года).
Вёл основные и специальные курсы «Высшая алгебра», «Линейная алгебра и геометрия», «Группы Ли», «Полупростые группы Ли», «Симметрические пространства», «Теория инвариантов», «Группы отражений». Соруководитель спецсеминара «Группы Ли и теория инвариантов».
Автор многократно переизданного классического университетского учебника «Курс алгебры», выдержанного в характерном стиле, при котором выкладки и сложные рассуждения заменяются короткими, элегантными и в то же время вполне строгими аргументами.
Под научным руководством Винберга защищены 42 кандидатские диссертации и 7 докторских.
Скончался в Москве 12 мая 2020 года от коронавирусной пневмонии. Прах захоронен в колумбарии на Ваганьковском кладбище.

## Признание
- Член правления Московского математического общества[5].
- Приглашённый докладчик на Международном конгрессе математиков в Варшаве (1983).
- Лауреат премии Гумбольдта (1997).
- Иностранный почётный член Американской академии искусств и наук (2010)[11].

## Научная деятельность
Научные интересы связаны с теорией групп и алгебр Ли, однородных пространств, симплектической геометрией, теорией инвариантов, теорией представлений, алгебраической геометрией, геометрией Лобачевского.
Такой круг интересов во многом определился ещё в студенческие годы, когда он в школе Евгения Дынкина изучал теорию групп Ли. Первой его научной работой стала дипломная работа, в которой получил описание инвариантных линейных связностей в однородном пространстве {\displaystyle G/H} группы Ли {\displaystyle G} (не обязательно редуктивном).
Следующий цикл работ относился к теории однородных выпуклых конусов: с каждым таким конусом ассоциирована однородная область Зигеля, и Винберг существенно продолжил и развил изучение данного круга вопросов, начатое в работах Картана и Пятецкого-Шапиро. В частности, построил первый пример несамосопряжённого выпуклого однородного конуса и получил полную классификацию самосопряжённых выпуклых однородных конусов, основанную на неожиданно выявившейся связи таких конусов с компактными йордановыми алгебрами. Занимался исследованиями нового класса неассоциативных алгебр, которые в современной математической литературе получили название алгебры Винберга.
Первым (начиная со своей работы «Дискретные группы, порождённые отражениями, в пространствах Лобачевского») стал систематически изучать гиперболические группы отражений — дискретные кристаллографические группы, порождённые отражениями; в этой области он явился и основоположником, и признанным научным лидером. В частности им было доказано, что в пространствах Лобачевского всех достаточно больших размерностей нет многогранников Коксетера.
В 1980 году вернулся к изучению выпуклых конусов, но уже в совершенно ином контексте: он опубликовал работу «Инвариантные выпуклые конусы и упорядочения в группах Ли», открыв новое направление в теории групп и алгебр Ли.
Опубликовал более 100 научных статей, автор 10 монографий и учебных пособий.

## Публикации
- Винберг Э. Б.  Инвариантные линейные связности в однородном пространстве // Труды Московского математического общества. — 1960. — Т. 9. — С. 191—210.
- Винберг Э. Б.  Теория однородных выпуклых конусов // Труды Московского математического общества. — 1963. — Т. 12. — С. 303—358.
- Винберг Э. Б.  Дискретные группы, порождённые отражениями, в пространствах Лобачевского // Математический сборник. — 1967. — Т. 72 (114), № 3. — С. 471—488.
- Винберг Э. Б.  Инвариантные выпуклые конусы и упорядочения в группах Ли // Функциональный анализ и его приложения. — 1980. — Т. 14, вып. 1. — С. 1—13.
- Винберг Э. Б. . Линейные представления групп. — М.: Наука, 1985. — 144 с.
- Винберг Э. Б., Онищик А. Л. . Основы теории групп Ли. — М.: ВИНИТИ, 1988. — С. 5—101. — (Итоги науки и техники. Сер. «Современные проблемы математики. Фундаментальные направления». Т. 20).
- Винберг Э. Б. . Курс алгебры. 2-е изд. — М.: Изд-во МЦНМО, 2013. — 590 с. — ISBN 978-5-4439-0209-8.
  - Винберг Э. Б. . Курс алгебры. 3-е изд. — М.: Изд-во МЦНМО, 2017. — 592 с. — ISBN 978-5-4439-0209-8.